# Jewgeni Walentinowitsch Bersin

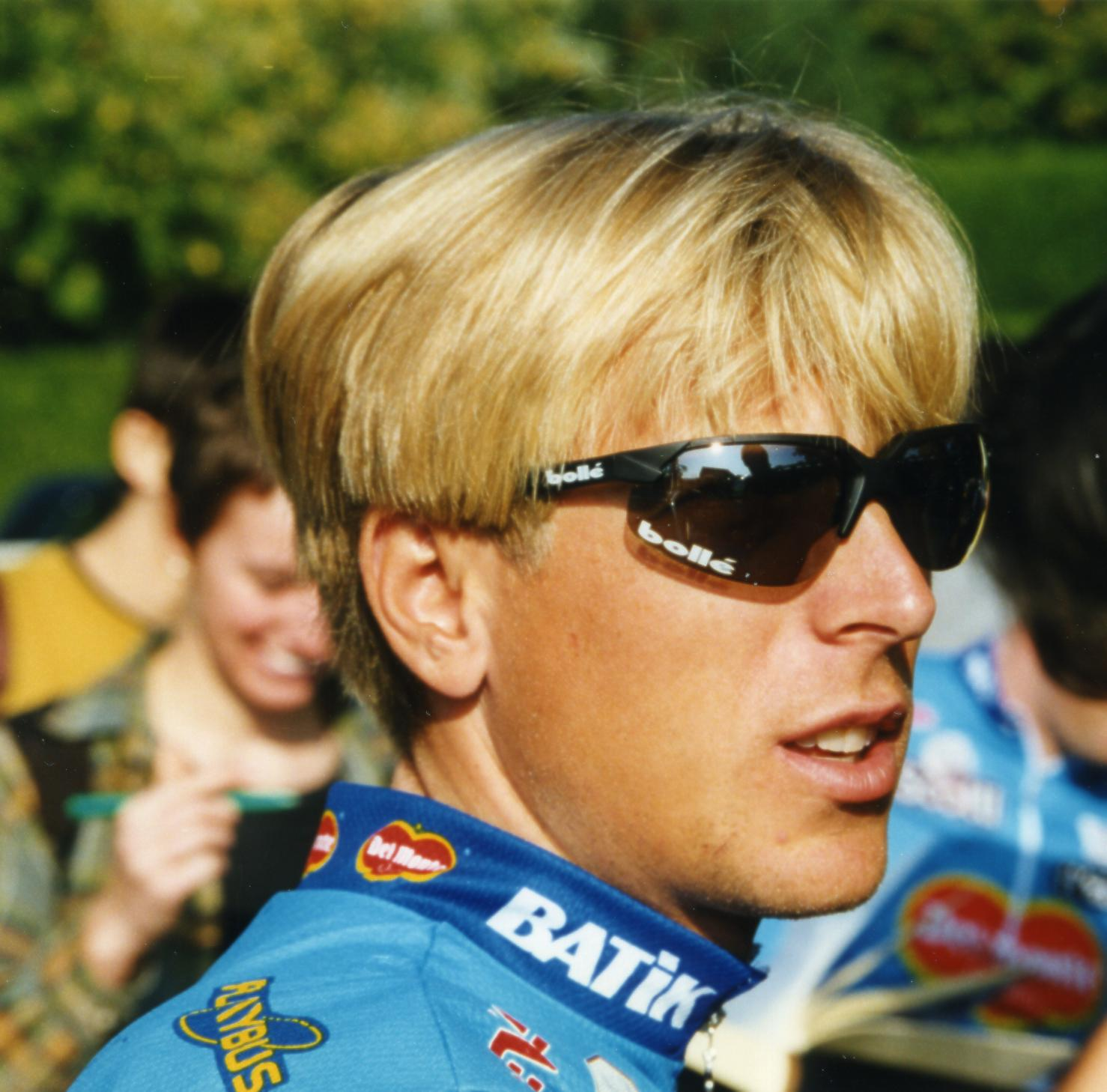
Jewgeni Bersin (1997)

Jewgeni Walentinowitsch Bersin (russisch Евгений Валентинович Берзин / Jewgeni Walentinowitsch Bersin; auch Eugeni Berzin, Eugenio Berzin, Jewgeni Berzin oder Evgueni Berzin; * 3. Juni 1970 in Wyborg) ist ein ehemaliger russischer Radrennfahrer.

## Amateur
Bersin durchlief zunächst die sowjetische Radrennfahrer-Schule in Leningrad als Bahnfahrer. Bereits als Junior wurde er 1988 Weltmeister in der Mannschaftsverfolgung (mit Dmitri Neljubin, Oleksandr Hontschenkow und Waleri Baturo). Im selben Jahr wurde er in derselben Disziplin sowjetischer Junioren-Meister; diesen Titelerfolg konnte er im Folgejahr auch bei den Amateuren erringen.
Den ersten Höhepunkt seiner Karriere hatte Bersin 1990, als er bei den Bahn-Weltmeisterschaften sowohl die Einerverfolgung wie auch die Mannschaftsverfolgung gewann (in der gleichen Besetzung wie zwei Jahre zuvor bei den Junioren) und im Punktefahren Fünfter wurde.
Nach diesen Erfolgen konzentrierte sich Bersin auf den Straßenradsport und wurde dazu Mitglied beim Moskauer Armee-Sportclub ZSKA. 1993 wechselte er zur von Emanuele Bombini geleiteten italienischen Amateurmannschaft Cuoril und gewann die Etappenrennen Course de la Solidarité Olympique und Ruban Granitier Breton.

## Profi
Bombini gründete 1993 das Profiradsportteam Mecair-Ballan und verpflichtete Bersin auch für dieses Team. Bersin blieb bei diesem Team, welches mehrmals den Namen wechselte, bis 1997.
In seiner ersten Profisaison fuhr Jewgeni Bersin zunächst unauffällig und erreichte lediglich einen zweiten Platz bei der Lombardischen Woche und gewann die Bergwertung bei der Großbritannien-Rundfahrt. Er bestritt den Giro d’Italia 1993 als Domestik der Kapitäne Pjotr Ugrumov und Moreno Argentin und beendete die Rundfahrt auf dem 90. Rang.
Das Jahr 1994 war der Höhepunkt seiner Karriere. Zusammen mit seinen Teamkollegen Argentin und Giorgio Furlan dominierte Bersin die Flèche Wallonne, wo er auf Teamorder den beiden Älteren den Vortritt lassen musste. Wenige Tage später gewann er nach einer Alleinfahrt mit 1:37 Minuten Vorsprung vor Lance Armstrong den Klassiker Lüttich–Bastogne–Lüttich. Beim Giro d’Italia entthronte Bersin Miguel Indurain, dem er sich am Berg und im Zeitfahren überlegen zeigte und gewann neben dem Maglia Rosa und dem Maglia Bianca auch drei Etappen.
Die Überlegenheit des Teams, welches mittlerweile Gewiss-Ballan hieß, nährte jedoch auch Dopingverdächtigungen. Dazu trug auch bei, dass das Team vom Mediziner Michele Ferrari betreut wurde, der in einem Interview 1994 den Gebrauch des Blutdopingmittels EPO verharmloste, worauf sich das Team von ihm trennte. Überdies wurde im Rahmen staatsanwaltlicher Ermittlungen bekannt, dass bei einem Bluttest am 24. Mai 1995 viele Fahrer der Mannschaft, darunter auch Bersin, Hämatokritwerte über 50 aufwiesen, was zwar kein Beweis, aber ein Indiz für Blutdoping darstellt.
Bersin selbst trug auch dazu bei, Unruhe in das Team zu tragen. Er isolierte sich im Team mit seinen Äußerungen, er hätte den Giro d’Italia 1994 „auch ganz allein“ und „ohne Mannschaftsunterstützung“ gewonnen. Mit Ugrumov entwickelte sich eine regelrechte Fehde, wie beim Giro d’Italia 1995, als Bersin und Ugrumow sich gegenseitig attackierten, statt den Gesamtführenden Tony Rominger. Sie belegten trotzdem immerhin die Plätze zwei und drei. Anschließend versuchte Bersin aus dem bis Ende 1996 laufenden Vertrag auszusteigen, verlor jedoch hierüber einen Rechtsstreit. Infolge dieses Konflikts fuhr er nach dem Giro d’Italia 1995 nur noch zwei Rennen.
Die durch das Jahr 1994 erweckten Erwartungen konnte Bersin nicht erfüllen. Den Giro d’Italia 1996 beendete er auf dem zehnten Platz. Im selben Jahr konnte er bei der Tour de France auf der ersten Bergetappe das Gelbe Trikot übernehmen und durch einen Zeitfahrsieg am nächsten Tag seinen Vorsprung ausbauen. Er verlor aber die Gesamtführung auf dem nächsten Abschnitt und fiel schließlich bis auf den 20. Rang zurück. In den nächsten Jahren spielte er in der Gesamtwertung der „Grand Tours“ und bei den Klassikern keine Rolle. Er nahm an den Olympischen Sommerspielen 1996 in Atlanta teil und belegte Rang 16 im Einzelzeitfahren. 1997 gewann er mit dem Grande Prémio Jornal de Notícias sein letztes internationales Radrennen.
Bersin stand im Aufgebot der Mobilvetta-Mannschaft für den Giro d’Italia 2000, durfte aber aufgrund eines erhöhten Hämatokritwerts und der sich hieraus ergebenden zweiwöchigen Schutzsperre nicht starten. Im Mai 2001 beendete er seine Radsport-Karriere.

## Nach dem Sport
Nach Beendigung seiner sportlichen Laufbahn eröffnete Jewgeni Bersin in seiner neuen Heimatstadt Broni (Provinz Pavia, Lombardei, Italien) einen Autohandel und richtet alljährlich das Criterium Internazionale di Broni aus.

## Erfolge
1988
- Sowjetischer Juniorenmeister – Mannschaftsverfolgung

1989
- Sowjetischer Meister – Mannschaftsverfolgung
- Bahn-Weltmeisterschaften – Mannschaftsverfolgung

1990
- Amateurweltmeister – Einerverfolgung und Mannschaftsverfolgung

1991
- Bahn-Weltmeisterschaften – Mannschaftsverfolgung

1992
- Gesamtwertung Course de la Solidarité Olympique
- Gesamtwertung Ruban Granitier Breton

1993
- Bergwertung Tour of Britain

1994
- eine Etappe Critérium International
- zwei Etappen Euskal Bizikleta
- Giro dell’Appennino
- Lüttich–Bastogne–Lüttich
- Gesamtwertung, drei Etappen und  Nachwuchswertung Giro d’Italia
- Russischer Meister – Einzelzeitfahren

1995
- Gesamtwertung und eine Etappe Euskal Bizikleta
- eine Etappe Giro d’Italia
- Mannschaftszeitfahren Tour de France

1996
- eine Etappe Tirreno–Adriatico
- eine Etappe Giro d’Italia
- Prolog und eine Etappe Tour de Suisse
- eine Etappe Tour de France

1997
- Gesamtwertung Grande Prémio Jornal de Notícias

## Grand Tours-Platzierungen
| Grand Tour            | 1993 | 1994 | 1995 | 1996 | 1997 | 1998 | 1999 | 2000 |
| --------------------- | ---- | ---- | ---- | ---- | ---- | ---- | ---- | ---- |
| Giro d’ItaliaGiro     | 90   | 1    | 2    | 10   | 20   | –    | 52   | DNS  |
| Tour de FranceTour    | –    | –    | DNF  | 20   | DNF  | 25   | –    | –    |
| Vuelta a EspañaVuelta | –    | –    | –    | –    | –    | –    | –    | –    |

## Teams
- 1993–1997: Mecair / Gewiss / Batik
- 1998: La Française des Jeux
- 1999: Amica Chips
- 2000–2001: Mobilvetta